# 北海道の図書館一覧
北海道の図書館一覧（ほっかいどうのとしょかんいちらん）は、北海道にある図書館の一覧である。（学校図書館を除く。）

## 北海道の図書館
北海道の図書館は、1884年から1887年に松前藩主が福山城内の微典館に萬巻楼文庫を設置し、藩士達に貸し出し・閲覧をさせたのが始まりと言われている。微典館は1868年に文武館となり、廃藩置県とともに廃止された。

## 道立図書館
- 北海道立図書館[外 1]
- 北海道立文書館[外 2]

## 市町村立図書館

### 石狩振興局
- 札幌市図書館[外 3]
  - 札幌市中央図書館
  - 札幌市新琴似図書館
  - 札幌市元町図書館
  - 札幌市東札幌図書館
  - 札幌市厚別図書館
  - 札幌市西岡図書館
  - 札幌市清田図書館
  - 札幌市澄川図書館
  - 札幌市山の手図書館
  - 札幌市曙図書館

- 江別市情報図書館[外 4]
  - 江別分館
  - 大麻分館

- 千歳市立図書館[外 5]

- 恵庭市立図書館[外 6]

- - 恵庭分館
  - 島松分館

- 北広島市図書館[外 7]
  - 大曲分館

- 石狩市民図書館[外 8]
  - 花川南分館
  - 八幡分館
  - 厚田分館
  - 浜益分館

### 空知総合振興局
- 夕張市りすた図書館[外 9]
- 岩見沢市立図書館[外 10]
  - 来夢21図書館
  - 北村学習交流館
- 美唄市立図書館[外 11]
- 芦別市立図書館[外 12]
- 赤平市図書館[外 13]
- 三笠市立図書館[外 14]
- 滝川市立図書館[外 15]
- 砂川市図書館[外 16]
- 歌志内市立図書館[外 17]
- 深川市生きがい文化センター図書館[外 18]
- 奈井江町図書館[外 19]
- 由仁町ゆめっく館[外 20]
- 長沼町図書館[外 21]
- 栗山町図書館[外 22]
- 新十津川町図書館[外 23]
- 秩父別町図書館[外 24]
- 北竜町図書館[外 25]
- 沼田町図書館[外 26]
- 月形町図書館[外 27]

### 後志総合振興局
- 市立小樽図書館[外 28]
- 余市町図書館[外 29]
- 京極町生涯学習センター湧学館[外 30]

### 胆振総合振興局
- DENZAI環境科学館・室蘭市図書館[外 31]
- 苫小牧市立中央図書館[外 32]
  - のぞみ図書コーナー
  - 豊川図書コーナー
  - 住吉図書コーナー
  - 沼ノ端図書コーナー
  - 東開図書コーナー
  - 北栄図書コーナー
  - 植苗図書コーナー
  - 勇払図書コーナー
- 登別市立図書館[外 33]
- 伊達市立図書館[外 34]
- 白老町立図書館[外 35]
- むかわ町の図書館[外 36]
  - まなびランド図書室
  - 穂別図書館
- 洞爺湖町立読書の家
  - あぶた読書の家[外 37]
  - みずうみ読書の家[外 38]
  - 洞爺総合センター図書室[外 39]

### 日高振興局
- 日高町立図書館郷土資料館
  - 日高町立日高図書館郷土資料館[外 40]
  - 日高町立門別図書館郷土資料館[外 41]
- 新ひだか町図書館[外 42]
  - 新ひだか町静内図書館
  - 新ひだか町三石図書館
- 平取町立図書館[外 43]
- 浦河町立図書館[外 44]
- 町立様似図書館[外 45]
- 新冠町レ・コード館図書プラザ[外 46]

### 渡島総合振興局
- 函館市中央図書館[外 47]
  - 千歳図書室
  - 港図書室
  - 湯川図書室
  - 旭岡図書室
  - 美原図書室
  - 桔梗配本所
- 北斗市立図書館[外 48]
  - 北斗市立図書館分館
- 松前町立図書館[外 49]
- 森町図書館[外 50]
- 八雲町立図書館[外 51]
- 長万部町図書館[外 52]

### 檜山振興局
- 江差町図書館[外 53]
- 厚沢部町図書館[外 54]
- せたな町大成図書館

### 上川総合振興局
- 旭川市図書館[外 55]
  - 旭川市中央図書館
  - 旭川市末広図書館
  - 旭川市永山図書館
  - 旭川市東光図書館
  - 旭川市神楽図書館
- 市立士別図書館[外 56]
  - 朝日図書室
- 市立名寄図書館[外 57]
  - 風連分室
- 市立富良野図書館[外 58]
- 当麻町立図書館[外 59]
- 美瑛町図書館[外 60]
- 和寒町立図書館[外 61]
- 比布町図書館[外 62]
- 東神楽町図書館[外 63]
- 剣淵町絵本の館[外 64]
- 上富良野町図書館[外 65]

### 留萌振興局
- 市立留萌図書館[外 66]

### 宗谷総合振興局
- 稚内市立図書館[外 67]
- 浜頓別町立図書館[外 68]
- 枝幸町立図書館[外 69]

### オホーツク総合振興局
- 北見市立図書館[外 70]
  - 北見市立中央図書館
  - 北見市立図書館東分館
  - 北見市立図書館緑分館
  - 北見市立端野図書館
  - 北見市立常呂図書館
  - 北見市立留辺蘂図書館
- 網走市立図書館[外 71]
- 紋別市立図書館[外 72]
- 大空町図書館[外 73]
  - 大空町女満別図書館
  - 大空町東藻琴図書館
- 美幌町図書館[外 74]
- 斜里町立図書館[外 75]
- 清里町図書館[外 76]
- 町立小清水図書館[外 77]
- 訓子府町図書館[外 78]
- 佐呂間町立図書館[外 79]
- 遠軽町図書館[外 80]
  - 生田原図書館
- 湧別町図書館[外 81]
  - 湧別町中湧別図書館
  - 湧別町湧別図書館
- 滝上町図書館[外 82]
- 興部町立図書館[外 83]
- 雄武町図書館[外 84]
- 置戸町立図書館[外 85]

### 十勝総合振興局
- 帯広市図書館[外 86]
- 音更町図書館[外 87]
  - 音更町図書館分館
- 士幌町したしみ図書館[外 88]
- 上士幌町図書館[外 89]
- 鹿追町図書館[外 90]
- 新得町図書館[外 91]
- 清水町図書館[外 92]
- 芽室町図書館[外 93]
- 中札内村図書館[外 94]
- 大樹町図書館[外 95]
- 広尾町立図書館[外 96]
- 幕別町図書館[外 97]
  - 札内分館
  - 忠類分館
- 池田町立図書館[外 98]
- 本別町図書館[外 99]
- 豊頃町図書館[外 100]
- 浦幌町立図書館[外 101]

### 釧路総合振興局
- 釧路市図書館[外 102]
  - 釧路市中央図書館
  - 音別町ふれあい図書館
- 弟子屈町図書館[外 103]
- 標茶町図書館[外 104]
- 本の森厚岸情報館[外 105]
  - 本の森厚岸情報館分館
- 鶴居村ふるさと情報館[外 106]

### 根室振興局
- 根室市図書館[外 107]
- 別海町図書館[外 108]
- 中標津町図書館[外 109]
- 標津町図書館[外 110]

## 私立図書館
- ふきのとう子ども図書館（公益財団法人ふきのとう文庫） - 札幌市西区[外 111]
- 六花文庫（六花亭） - 札幌市南区真駒内上町3丁目。2004年4月に開館し、食に関する本、約7000冊を収蔵する。閲覧のみ。[2][外 112]

## 大学図書館
独立記事がない大学図書館については、各大学の記事を参照されたい。
- 北海道大学附属図書館

## その他
- メトロ文庫（札幌市営地下鉄） - 1992年5月1日に東豊線の栄町駅で開設された[3]。設置駅は、真駒内駅・麻生駅・琴似駅・白石駅・新さっぽろ駅・栄町駅・東区役所前駅・福住駅。